# Barisano (Forlì)
Barisano è una frazione del comune di Forlì dal quale dista circa 8 km.
Con una popolazione di circa 425 abitanti, è situata nelle campagne a nord del capoluogo, a nord-est di Roncadello, nella direzione di Ravenna, nei pressi del Canale Emiliano Romagnolo. Il piccolo centro basa la propria attività sull'agricoltura e l'allevamento.

## Storia
Le prime attestazioni sull'abitato risalgono al 992 quando il Castrum Barisani era soggetto al monastero di Sant'Apollinare in Classe. Tale appartenenza viene confermata nel 1037 da Corrado II. Ancora nel 1138 il castello e le proprietà annesse vengono confermate alla chiesa ravennate, alla quale però vengono sottratte a seguito dell'espansione del comune di Forlì.
Si hanno notizie dell'esistenza di un castello, o una piccola rocca, che le fonti chiamano castello di Barigiano.  
Nel 1235 la guelfa Faenza, in contrasto con Forlì, ghibellina, assale il castello riuscendo ad espugnarlo. A seguito della conquista, i faentini ne  opereranno la completa distruzione. Il castello non verrà mai più ricostruito.

## Monumenti e luoghi d'interesse
Sul poggio presso il quale si ergeva la fortezza, sorge la Pieve di San Martino, antica pieve dedicata al culto di San Martino, edificata nel VI secolo-VII secolo e più volte rimaneggiata, contenente affreschi, alcuni (frammentari) dell'XI secolo.

## Galleria d'immagini

Facciata della pieve di San Martino
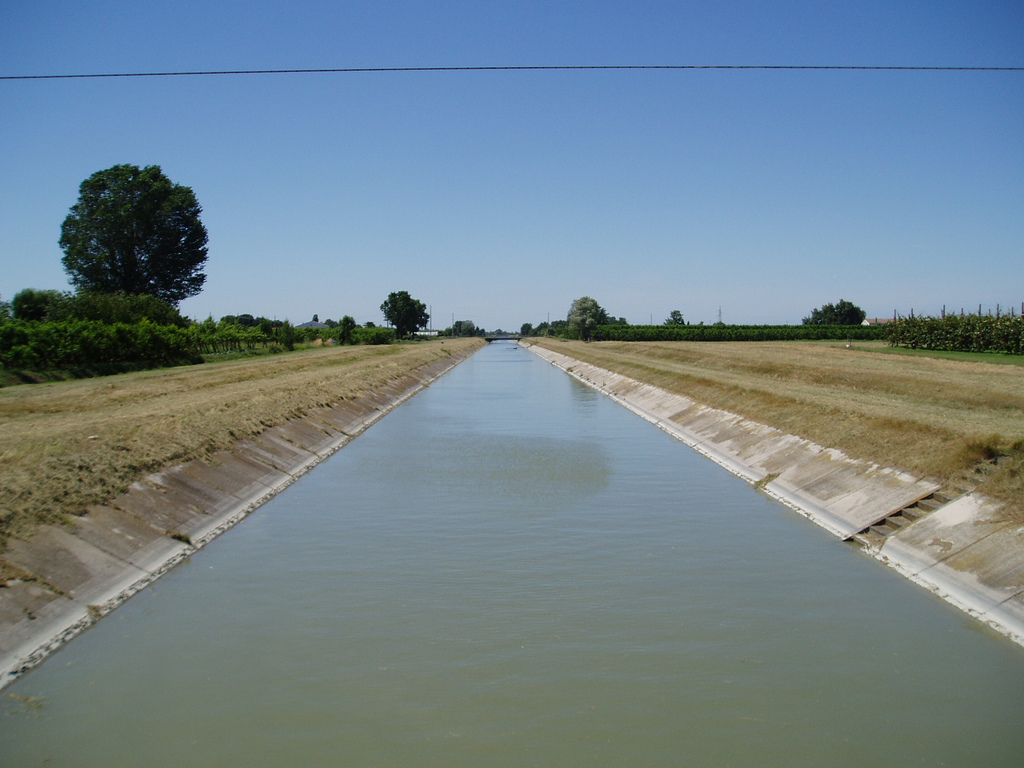
Il canale emiliano romagnolo nei pressi di Barisano